# Clube Sociedade Esportiva
O Clube Sociedade Esportiva ou CSE é um clube esportivo brasileiro sediado em Palmeira dos Índios, no estado do Alagoas.
Suas cores são verde, vermelho e branco. Houve grande influência para a escolha dessas cores por seu "criador" ser torcedor do Fluminense, do Rio de Janeiro. Protagoniza com o ASA o Clássico do Interior. Suas principais modalidades são o futebol e handebol.

## História
O CSE foi fundado em 21 de junho de 1947, porém já existia desde o ano de 1945. Possuiu uma grande equipe na época do amadorismo, sendo difícil de ser batido em Palmeira dos Índios. 
O primeiro jogo foi disputado ainda em 1947, com um time formado por Dr. Pitta, Rosival Medeiros, Athaíde, Vanutério, Ercílio Luz, Luiz B. Torres, Antônio Maia, Luis, Firmino Passos, Pedro Horácio, Oscar e Nezinho (1/2 Tostão), dentre outros. O primeiro presidente foi Nilo Barros.
A partir do ano de 1966 passa a disputar o Campeonato Alagoano da divisão principal. Na estréia na competição, empatou por zero a zero com o CSA no Mutange. Em 1977, o CSE decidia pela primeira vez o título do campeonato com o CRB, houve um jogo extra e o título acabou nas mãos do time da capital. No ano de 1987, um novo encontro das duas equipes e novamente o CRB leva a melhor.
No dia 7 de maio de 1997, o CSE mudou de nome: de Centro Social Esportivo, passou a se chamar Clube Sociedade Esportiva. A medida foi tomada pelos dirigentes para livrar o clube das dívidas que tinha com o INSS e outros credores. Inclusive o Juca Sampaio foi doado à Prefeitura de Palmeira dos Índios para que não fosse confiscado.
Em 2002, o CSE foi campeão da Segunda Divisão alagoana e voltou à divisão especial. E como o número 7 parece ser místico na vida do CSE, após uma má campanha no estadual de 2007, o tricolor palmeirense foi rebaixado para a Segunda Divisão do futebol alagoano.
Em 2009, voltou para a primeira divisão alagoana e mais uma vez fez uma campanha fraca, mas desta vez conseguiu se manter na primeira divisão e acabou rebaixando o tradicional CSA. O Artilheiro da equipe nesta temporada foi Rogério com 9 gols.
O CSE começou o Campeonato Alagoano de 2015 empolgado, goleando o Murici por 5–2 logo na primeira rodada e dois empates seguidos contra ASA, fora de casa, e CSA, no Juca Sampaio, ambos por 0–0. Entretanto a boa fase durou pouco, e o time de Palmeira dos Índios terminou como último colocado do primeiro turno. No segundo turno do campeonato, o CSE caiu no grupo B, ao lado de ASA, CRB, Santa Rita e Murici, e com uma grande campanha brigou por uma vaga nas semifinais, mas ficou em terceiro colocado do grupo. 
Em 2016 esteve entre as piores equipes do Campeonato Alagoano, escapando do rebaixamento para a Série B do Estadual somente no quadrangular da morte. Em janeiro do mesmo ano, o clube fez uma votação para definir o mascote oficial; ganhando o Índio Xucutu com 886 votos, dentre os 1.409 totais.
Em 2017 o CSE precisou novamente disputar o quadrangular para se livrar mais uma vez do rebaixamento.  
Já em 2018, com um modelo mais enxuto, o Campeonato Alagoano contou somente com uma fase de turno único para se definir os semifinalistas e os rebaixados. Dessa vez o Tricolor de Palmeira dos Índios não teve a mesma sorte e caiu para a segunda divisão somando apenas 6 pontos (1 vitória, 3 empates e 4 derrotas). 
Em 2019, conquistou o bicampeonato da Segunda Divisão alagoana, vencendo o Zumbi de União dos Palmares por 2x1 na ida e empatando por 2x2 na volta em Palmeira dos Índios. Com o título, garantiu vaga para o Campeonato Alagoano de 2020 e para a Copa Alagoas.
Em 2021, o clube conquistou o terceiro lugar geral no Alagoano e disputará uma competição nacional pela primeira vez na história: a Série D em 2022. A vaga foi garantida após o time vencer a Aliança por 2 x 1 no estádio Juca Sampaio, após empate por 1 x 1 na ida em Pilar. Além disso, conquistou o direito de disputar o mata-mata da seletiva para uma vaga inédita na Copa do Brasil. No entanto, após ter vencido o ASA de Arapiraca no primeiro jogo por 2x1, perdeu pelo mesmo placar na volta, forçando a disputa de pênaltis, onde o time de Arapiraca venceu por 6 a 5.
Em 2023, após brigar para não cair no Alagoano o clube se sagrou campeão da Copa Alagoas, vencendo o grande rival ASA jogando em Arapiraca por 5x4 nos penaltis, após o jogo terminar empatado em 1x1 no tempo normal, garantindo assim o retorno ao Brasileirão série D de 2024 e credenciando o time a jogar a seletiva da Copa do Brasil 2024 em jogo contra o Murici que ficou em terceiro lugar no campeonato alagoano deste ano. Porém, mais uma vez o tricolor ficou apenas com a vaga na Série D, já que foi derrotado pelo Murici nos 2 jogos da disputa pela vaga na Copa do Brasil. 
Na última rodada do Campeonato Alagoano 2024, o CSE bateu o CSA em uma grande partida no Juca Sampaio por 3x2, resultado este que além de eliminar o Azulão do Mutange, classificou o Tricolor de Palmeira para as semifinais. Em 2025, o CSE venceu a Copa Alagoas, ao derrotar o Penedense nos pênaltis.

## Títulos
| ESTADUAIS | ESTADUAIS                        | ESTADUAIS | ESTADUAIS   |
|           | Competição                       | Títulos   | Temporadas  |
| --------- | -------------------------------- | --------- | ----------- |
|           | Copa Alagoas                     | 2         | 2023 e 2025 |
|           | Campeonato Alagoano - 2ª Divisão | 2         | 2002 e 2019 |

### Outras conquistas
| ESTADUAIS | ESTADUAIS             | ESTADUAIS | ESTADUAIS  |
|           | Competição            | Títulos   | Temporadas |
| --------- | --------------------- | --------- | ---------- |
|           | Taça Emerentino Costa | 1         | 1952       |

## Estatísticas

### Participações
|  | Participações em 2025 |

| Competição | Competição          | Temporadas | Melhor campanha            | Estreia | Última | P | R |
| Alagoas    | Campeonato Alagoano | 54         | Vice-campeão (1977 e 1987) | 1966    | 2025   |   | 4 |
| Alagoas    | Segunda Divisão     | 6          | Campeão (2002 e 2019)      | 1997    | 2019   | 4 |   |
| Alagoas    | Copa Alagoas        | 10         | Campeão (2023 e 2025)      | 2005    | 2025   |   |   |
| Brasil     | Série D             | 2          | 33° colocado (2024)        | 2022    | 2024   | – |   |
| Brasil     | Copa do Brasil      | 1          | 1ª fase (2025)             | 2025    | 2025   |   |   |